# Miguel de León
Miguel Ángel de León Lopez (Caracas, 22 de fevereiro de 1962) é um ator venezuelano.

## Biografia
Miguel de León nasceu em Caracas, capital da Venezuela e tem duas irmãs, Carmem Rosa e Elisabeth, sendo ele o mais velho. Seus pais são Diógenes e María del Carmem.
Antes de começar sua vida artística, cursou administração de empresas no "Colégio Universitário de Caracas", e paralelamente ingressou no "Taller Universitário de Teatro Macanillas" onde tomou diferentes cursos de arte dramática, dicção e expressão corporal.
Sua primeira aparição na TV foi como modelo, mas a sua primeira oportunidade como ator foi na novela "Sueño Contigo" (1987, Venevision). Desde então participou de várias novelas, incluindo "Como tú, ninguna", onde conhece sua ex-mulher, a famosa atriz venezuelana Gabriela Spanic.
Miguel de León, além de novelas, realizou várias minisséries e programas diários, peças de teatro e filmes. Seu bom desempenho foi reconhecido com vários prêmios em seu país natal: Vênus Imprensa (Ator Revelação - 1994), prêmio Cacique de Ouro (Ator do Ano - 1995), Chaima de ouro (Melhor Ator - 1997), entre outros. Apesar de ser um ator consagrado em seu país, Miguel de León deixou tudo quando a famosa rede de televisão "Televisa" ofereceu à sua esposa um papel protagonista no México.
No México, ele começou com uma participação em "A Usurpadora", fez parte do elenco de "Gotinha de Amor" e "Nunca te olvidaré". Mas o sucesso veio mesmo com o papel protagônico em "Carita de ángel", novela infantil que foi sucesso em toda América Latina. Em seguida, fez uma participação especial em "¡Vivan los niños!" foi protagonista de "Alegrifes e Rabujos" e fez participação especial em "Mariana da Noite".
Depois de sua separação de Gabriela Spanic, Miguel voltou para a Venezuela, onde protagonizou a novela "Sabor a ti". Em seguida se casou novamente e em 2006 se torna um dos protagonistas de "Los Querendones".

## Telenovelas
- Amor secreto (2015)... Leonardo Ferrándiz Aristizábal
- Las Bandidas (2013)... Gaspar Infante
- La Viuda Joven (2011)... Vespaciano Calderon
- Aunque mal paguen (2007)... Alejandro Aguerrevere
- Los Querendones (2006)... Valentin Alcantara
- Sabor a ti (2004)... Leonardo Lombardi
- Alegrifes e Rabujos (2004)... Antonio Domínguez
- Mariana da Noite (2003)... José Ramón Martínez
- ¡Vivan los niños! (2002)... Alonso Gallardo
- Carita de ángel (2000) ... Luciano Larios Rocha
- Nunca te olvidaré (1999) ... Dr. Leonel Valderrama
- Gotita de amor (1998)... Ulises Arredondo
- La usurpadora (1998)... Douglas Maldonado
- Sol de tentacion (1996)... José Armando Santalucía
- Como tú, ninguna (1996)... Raúl de la Peña
- María Celeste (1994)... Santiago Azpurua
- La millonaria Fabiola (1993)
- Amor de papel (1993)... Diego Corral
- Kassandra (1992)... Ernesto Rangel
- Sueño contigo (1991)
- Caribe (1990) ... Luis Alfredo
- Fabiola (1989) ... Alejandro Fuentes
- La revancha (1989) ... Leonardo
- Abigail (1988)... Miguel Ángel de León

## Cinema
- Señora Bolero de Marilda Vera (1988)

## Séries
- Mujer, casos de la vida real (2002)
- Rio Verde Producción Franco-Alemana (1987)

## Teatro
- A Nova Juventude como Marco Antônio São Romão
- O Homem que Matava como Alessandro França
- Maria a Suburbana como Vladimir Delgado
- Vidas Cruzadas como Antônio Ferreira | Wesley
- Os Jovens Rebeldes como Luan Mônaco de Albuquerque
- A Sonhadora como Bruno
- Entre Amor e Fúria como Roberto Almeida
- A Flor e a Rosa como Leonardo
- Uma Razão Para Viver como Léo
- Uma História para Contar como Leandrinho